# Römerlager Limburg
Als Römerlager Limburg an der Lahn werden zwei temporäre frührömische Militärlager auf der Gemarkung des heutigen Eschhofen, eines Stadtteils von Limburg an der Lahn in Hessen (Deutschland) bezeichnet. Sie stammen aus der Zeit Gaius Iulius Caesars, wurden also noch vor der eigentlichen römischen Eroberung Germaniens errichtet. Die beiden Anlagen wurden 2012 entdeckt und untersucht.

## Lage
Die Fundstätte befindet sich oberirdisch nicht sichtbar oberhalb des südlichen Ufers des Flusses Lahn (Taunusseite) auf einer bis 2012 intensiv landwirtschaftlich genutzten Fläche. Diese liegt rechts der ehemaligen Trassenführung der Bundesautobahn 3 hinter der Lahntalbrücke Limburg bei der Anschlussstelle 43 „Limburg-Süd“ an der Richtungsfahrbahn Köln und links der Schnellfahrstrecke Köln–Rhein/Main zwischen Lahntalbrücke und Bahnhof Limburg Süd. Bereits beim Bau der Reichsautobahn (RAB 31) wurde am „Hammerberg“ ein Einschnitt in den Höhenzug vorgenommen und dabei eine Lagerhälfte einer römischen Fortifikation zerstört. Der 2013 begonnene Ersatzneubau der Autobahnbrücke in Limburg – die neue Brücke liegt weiter östlich als der Vorgängerbau – machte eine neue Trassenführung nötig, die die Fundstätte gänzlich zerstört hat.
Bereits in vorrömischer Zeit waren Limburg und das Limburger Becken ein Siedlungsplatz und über Altstraßen erschlossen; eine Furt durchquerte hier die Lahn. In der Antike handelte es sich beim rechtsrheinischen Gebiet des Lahntals um das vom römischen Reich noch nicht unterworfene Barbaricum.
Die zwei entdeckten Feldlager dürften im Zusammenhang mit Caesars in De bello Gallico beschriebenen Rheinüberquerungen in den Jahren 55 v. Chr. bzw. 53 v. Chr. stehen. Die römischen Truppen fanden in den Gebieten östlich des Rheins und nördlich der Donau völlig andere Bedingungen vor als in dem bereits eroberten Gallien. Politische, administrative und wirtschaftliche Zentren, auf die sich eine römische Herrschaft hätte stützen können, existierten bis auf wenige Ausnahmen bisher nicht. So bot sich die in den Rhein (lateinisch Rhenus) mündende Lahn einer römischen Militärexpedition als schnelle Transport- und Nachschubverbindung an. Der Standort in der Limburger Lahntalweitung wurde wohl sorgfältig und aufgrund strategischer Gesichtspunkte gewählt, denn von hier aus ließen sich das gesamte Umland einfach überblicken und die Lahn sowie ihre Zuflüsse Elbbach (Westerwald) und Emsbach (Taunus) kontrollieren.

## Forschungsgeschichte
Archäologische Funde aus augusteischer Zeit bei Lahnau – siehe hierzu Römerlager Lahnau-Dorlar und Römisches Forum Lahnau-Waldgirmes – rückten das Lahntal im ausgehenden 20. Jahrhundert in den Mittelpunkt der provinzialrömischen Forschung. Bekannte frührömische Fundstätten unweit der Lahnmündung wie das frührömische Kastell von Koblenz und die flussaufwärts gelegenen Neuentdeckungen bei Lahnau sowie die Erkenntnis, dass die römischen Befehlshaber die Abstände zwischen ihren Lagern so wählten, dass sie der Entfernung entsprach, die römische Truppen innerhalb eines Tages zurücklegen konnten, legten zunächst die Vermutung nahe, die im Limburger Becken gefundenen Römerlager stammten ebenfalls aus dieser augusteischen Eroberungsphase Germaniens. Dass sie hingegen sogar mehrere Jahrzehnte älter und mit Caesars bis dato so gut wie ausschließlich literarisch belegter Strafexpedition in das rechtsrheinische Germanien in Verbindung zu bringen sind, gilt auch in Fachkreisen als archäologische Sensation.
Im Zuge des Reichsautobahnbaus, Strecke 31 Frankfurt am Main–Köln traten im Bereich der Limburger Lahntalbrücke beim Einschnitt in den Höhenzug am „Hammerberg“ Funde aus vorrömischer Zeit zutage. 1936/37 wurde das Areal durch Ferdinand Kutsch – zwischen 1927 und 1956 Direktor des Landesmuseums Nassauische Altertümer in Wiesbaden (heute Teil des Museum Wiesbaden) – archäologisch untersucht. Er barg seinerzeit diverse Fundstücke und befundete hier den Grundriss eines jungsteinzeitlichen Hauses sowie Gruben einer latènezeitlichen Siedlung von Kelten. Spuren der zwei frührömischen Militärlager waren damals nicht aufgefallen, da sich die feinen Bodenunterschiede der Verfüllung der Lagergräben nur wenig vom umliegenden Boden unterschieden und sich im Stratum erst nach Putzen, Trocknen und Reifen zeigen. Zudem bestand damals noch keine Möglichkeit geomagnetischer Untersuchungen. Ein Teil des Römerlagers, der sich bis unter die Autobahn erstreckte, wurde durch das damalige nationalsozialistische Straßenbauprojekt zerstört.
Im Vorfeld des notwendigen Ersatzneubaus der Brücke, gleichzeitiger Verlegung der Bundesautobahn 3 inklusive der Anschlussstelle Limburg-Süd in Richtung des Gewanns „Im Ahlen“, gab es im Frühjahr 2010 erste Baugrunduntersuchungen für die Gründung des Neubaus (Erkundungsbohrungen). Diese veranlassten das Landesamt für Denkmalpflege Hessen (LfDH) eine geomagnetische Teilprospektion der betroffenen Fläche durchzuführen. Auf dem Messbild waren geradlinige Grabenstrukturen mit rund ausgeformten Ecken zu erkennen. Diese Spielkartenform ist typisch für römische Militärlager. Weitere Prospektionen bestätigten dann ein zweites römisches Lager in direkter Nachbarschaft. Um den Brückenbau auf der Taunusseite nicht zu verzögern, wurde bewirkt, dass das LfDH sich auf eine auf acht Monate veranschlagte Grabungskampagne beschränkt. Das zehnköpfige Grabungsteam, unter der Leitung der zuständigen Gebietsreferentin und Bezirksarchäologin Sabine Schade-Lindig sowie der örtlichen Grabungsleitung von Jessica Meyer, begann seine Arbeiten am 10. April 2012. Um die archäologische Ausgrabung bis zum November 2012 abschließen zu können, arbeitete das Team unter allen Wetterbedingungen 40 Stunden in der Woche.
Am 20. September 2012 fand in Anwesenheit des Landtagsabgeordneten Matthias Büger und Limburgs Bürgermeister Martin Richard eine Pressekonferenz zum Stand der Ausgrabung seitens hessenARCHÄOLOGIE, dem Landesamt für Denkmalpflege und Hessen Mobil – Straßen- und Verkehrsmanagement statt.
Nach Aussage des regionalen Bevollmächtigten Westhessen von Hessen Mobil, Willi Kunze, wären ohne den Ersatzneubau der Brücke diese Kulturdenkmäler nicht gefunden worden. Der Landesbehörde für Denkmalpflege fehlen die finanziellen Mittel, um solchen Arbeiten nachzukommen. In Limburg betrugen die Gesamtkosten für die archäologischen Arbeiten 900.000 Euro. Die achtmonatige Grabungszeit hatte beim Bauprojekt zu keiner Verzögerung geführt. Laut Egon Schallmayer zeige sich im vorliegenden Fall einmal mehr, dass die frührömische Geschichte Deutschlands, genauer: die Übergangszeit Kelten–Germanen–Römer, noch weiter erforscht werden müsse.

## Befund und Datierung

### Vorrömisches
Zuerst wurde im südlichen Ende der Baufläche eine kleine weilerartige Siedlung aus der Jungsteinzeit mit mindestens acht Häusergrundrissen freigelegt. Funde aus den Arbeitsgruben, hauptsächlich Scherben von Töpfen, stammten aus der Zeit um 5000 v. Chr., dem Mittelneolithikum. Sie sind damit bisher die ältesten entdeckten Spuren einer Besiedlung des Limburger Raums und ergänzen das Ergebnis einer archäologischen Ausgrabung aus dem Jahr 2011 auf dem westlich liegenden „Greifenberg“ oberhalb von Limburg an der Lahn; hier fanden sich Reste einer befestigten Höhensiedlung der Michelsberger Kultur zwischen 4400 und 3500 v. Chr. Über und neben der jungsteinzeitlichen Siedlung lagen drei Kreisgräben von bronzezeitlichen Grabhügeln, deren oft mittig gelegenen Bestattungen leider im Laufe der Zeit durch landwirtschaftliche Nutzung zerstört wurden.
Zeugnis der Eisenzeit ist der seltene Fund einer als sogenanntes Tanzendes Männlein bezeichneten Münze. Dieser keltische Silberquinar wurde zwischen 65 und 40 v. Chr. unter anderem im Heidetränk-Oppidum bei Oberursel im Taunus geprägt, war aber vermutlich noch deutlich länger als Zahlungsmittel im Umlauf. Er passt zu den Grabungsfunden vom Limburger Domberg aus dem Jahr 2009. Diese sowie weitere Funde von 1989 lassen auf eine auf dem Domberg befindliche keltische Siedlung schließen.

### Frührömische Militärlager
Im Fall von Limburg handelt es sich um zwei direkt zueinander benachbarte, unterschiedlich große römische Fortifikationen. Nach Ausweis des knappen Fundspektrums, insbesondere von römischen Schuhnägeln, datieren sie in die Zeit Cäsars und stellen somit das erste archäologisch fassbare Anzeichen für die Präsenz des römischen Feldherrn im rechtsrheinischen Germanien dar.
Das ältere Lager (Lager I) umfasst eine Fläche von zehn Hektar und bot somit Platz für etwa 2500 bis 3000 Soldaten. Eine planmäßige Räumung des Lagers ist mit einiger Sicherheit anzunehmen. Dass der Ort für die Errichtung des Lagers I mit Bedacht gewählt worden war, zeigt der Umstand, dass einige Jahre später in unmittelbarer Nähe oberhalb der Lahn das Lager II angelegt wurde. Es hatte eine Fläche von rund vier Hektar und war schätzungsweise für etwa 1500 bis 2000 Soldaten konzipiert.
Nach Ansicht des hessischen Landesarchäologen Egon Schallmayer waren die Militärlager und die hier stationierten Großverbände, vermutlich eine Zusammenstellung verschiedener römischer Legionen, eine Demonstration römischer Macht. Die Umwehrung beider Militärlager bestand aus Erdwällen und Spitzgräben. Sie zeigten sich den Ausgräbern noch mehrere Meter tief erhalten.
Zur eigentlichen Datierung konnten Teile römischer Amphoren für Wein herangezogen werden. Laut Kategoriesystem nach Heinrich Dressel entsprechen sie dem Typus „Dressel 1“, was einer Nutzung von der cäsarischen bis in die augusteische Zeit entspricht. Eine noch genauere Einordnung der Gefäße ist wegen Fehlens des entscheidenden Amphorenrands nicht möglich. Den entscheidenden Anhaltspunkt für eine exaktere Datierung aber bildeten die bereits erwähnten Schuhnägel, die aufgrund relativ kurzzeitiger Verwendung eindeutig in die Epoche Cäsars weisen.